# Verband Katholischer Verleger und Buchhändler
Der Verband Katholischer Verleger und Buchhändler (VKB) war ein Unternehmerverband mit Sitz in Bonn, in dem sich katholische Buchverlage und Buchhandlungen zusammengeschlossen hatten. Er fusionierte im Jahr 2000 mit der Arbeitsgemeinschaft Katholische Presse (AKP) zum Katholischen Medienverband (KM.)

## Geschichte
Die Gründung des VKB erfolgte im katholischen Milieu als Zusammenschluss von kirchlichen und privaten Verlagen, die sich am christlichen Leitbild orientierten. “Mitglieder können Firmen und Personen sein, die sich für die Herstellung oder Verbreitung des katholischen Buches und entsprechender audiovisueller Medien einsetzen wollen”.
Im Bereich des Buchhändlergewerbes erfolgte gegen Ende des 19. Jahrhunderts im Gefolge der Krönerschen (Preis-)Reformen des deutschen Buchhandels (1887/88) zunächst die Gründung des Börsenvereins als Gesamtorganisation des deutschen Buchhandels. Die dortige Mitgliedschaft bildete später zeitweise eine Voraussetzung für die (ordentliche) Mitgliedschaft im VKB.
Schon im ausgehenden 16. Jahrhundert waren mit der Regensbergschen Buchhandlung in Münster (1591) sowie zwei Jahre später mit Kösel in München die ersten katholischen Buchhandlungen etabliert worden. Es sollte allerdings noch bis zum Beginn des 20. Jahrhunderts dauern, ehe eine erste konfessionell geprägte Standesorganisation aus der Taufe gehoben wurde. Ausschlaggebendes Moment hierzu waren die Auseinandersetzungen mit dem seit 1844 bestehenden Bonner Borromäusverein, der im Rahmen seiner Vereinstätigkeit die Bereitstellung von ausgewählter Literatur für die „Schaffung von Hausbüchereien in den Familien“ auf den Weg gebracht hatte und seinen Mitgliedern – insbesondere religiöse – Werke zu günstigen Preisen anbieten konnte. Dabei wurden an seine Mitglieder Bücher z. T. zu zwei Dritteln des Ladenpreises abgegeben, was zu Beschwerden seitens der Buchhandlungen wegen „Gewerbsbeeinträchtigung“ führte. Ausgehend von diesen Auseinandersetzungen bemühte sich seit 1904 eine Gruppe von katholischen Buchhändlern im Dialog mit dem ersten Vorsteher des Börsenvereins Albert Brockhaus zu einer Lösung bezüglich der Buchpreise zu gelangen. Diese erfolgte im Jahre 1906 und resultierte in der Gründung einer „Vereinigung der Vertreter des katholischen Buchhandels“, welche am 9. August des Jahres im Börsenblatt (Nr. 183) angezeigt wurde. Die Verbandsbezeichnung wurde später in „Vereinigung des katholischen Buchhandels“ vereinfacht. Zu Beginn des Jahres 1907 zählte [die VKB] schon 186 Mitglieder. Dem ersten Vorstand gehörten Hermann Herder (Freiburg i. Br.), Friedrich Pustet (Regensburg), Heinrich Schöningh (Münster), Julius Meyerhoff (Graz), Paul Huber (Kempten) sowie Adolf Bader (Rottenburg) an.
Die Unterdrückung der Vereinsaktivitäten unter der NS-Diktatur wird deutlich in der Umbenennung des Verbandes in „Arbeitsgemeinschaft katholischer Buchhändler“ (1935) und führte schließlich zur erzwungenen Selbstauflösung derselben im Jahre 1938. 
Nach Ende des Zweiten Weltkriegs erfolgte eine jeweils eigene Neugründung bei den Sortimentern (“Arbeitsgemeinschaft katholischer Sortimenter”) und den Verlegern (“Arbeitsgemeinschaft katholischer Verleger”) im Frühjahr 1948. Zu einem Zusammenschluss beider Arbeitsgemeinschaften kam es schließlich im Mai 1951 in Köln. Die Eintragung in das Vereinsregister des Amtsgerichtes Frankfurt am Main erfolgte am 12. November desselben Jahres.
Bereits seit dieser Zeit bemühte sich der VKB zum einen um eine Kooperation mit der Vereinigung des evangelischen Buchhandels (VEB), suchte zum anderen aber auch den Kontakt zu den Fachkollegen in Österreich und in der Schweiz. Seit 1951 fanden im zweijährlichen Turnus die sog. Dreiländertreffen des katholischen Buchhandels statt. Die Initiative hierzu war anlässlich eines in Rom abgehaltenen Verlegerkongresses vom ersten Vorsitzenden der 1947 gegründeten Interessengemeinschaft des katholischen Buchhandels in Österreich Richard Schmitz (Herold-Verlag, Wien) ausgegangen. Seit 1959 fanden die Dreiländertreffen im Anschluss an die VKB-Hauptversammlung statt.
Die Verlegung der VKB-Geschäftsstelle nach Köln zwischen 1935 und 1938 hatte auch den Umzug des Vereinsarchivs zur Folge, welches später beim Brand des Hauses Bachem vernichtet wurde. Der Rechtssitz des Verbandes verblieb indes zunächst in Frankfurt, ehe 1974 eine Sitzverlegung nach Stuttgart erfolgte. Im Rahmen der Satzungsneufassung wurde zudem der Vereinsname von „Vereinigung des katholischen Buchhandels“ in „Verband katholischer Verleger und Buchhändler“ geändert.
Im Januar 1998 erfolgte schließlich die Auflösung der Stuttgarter Geschäftsstelle. Hintergrund war der Wechsel in der Geschäftsführung von Barbara Evers-Greder auf Peter Kerp, dem früheren Geschäftsführer der Buchhandlung Lempertz, Bonn. Bis zur Einrichtung einer gemeinsam mit der Arbeitsgemeinschaft katholische Presse (AKP) getragenen Geschäftsstelle in Bonn war die VKB-Geschäftsstelle in der Bonner Brüdergasse 1 untergebracht.

## Vorsitzende
- 1906 bis 1920: Hermann Herder, Freiburg i. Br. (Verlag Herder)
- 1920 bis 1928: Friedrich Pustet, Regensburg (Verlag Pustet)
- 1928 bis 1935: Eduard Hüffer, Münster (Aschendorff Verlag)
- 1935 bis 1938: F. C. Bachem, Köln (J.P. Bachem Verlag)
- 1951 bis 1953: Fritz Pustet, Regensburg
- 1953 bis 1954: Ewald Veltgens, Mainz (Matthias Grünewald Verlag)
- 1954 bis 1955: Bernhard Halbig, Paderborn (Liborius Buch- und Lehrmittelhandlung Bernhard Halbig)
- 1955 bis 1960: Georg Popp, Würzburg (Arena Verlag)
- 1960 bis 1964: Bernhard Pattloch, Aschaffenburg (Pattloch Verlag)
- 1964 bis 1965: Albert Bock, Wiesbaden (Brentano Bücherstube)
- 1965 bis 1968: Hermann Herder, Freiburg i. Br.
- 1968 bis 1970: Peter Bachem, Köln
- 1970 bis 1975: Hans Driewer, Essen (Hans Driewer Verlag)
- 1975 bis 1980: Edmund Bercker, Kevelaer (Verlag Butzon & Bercker, Graphische Betriebe, Buchdruckerei)
- 1980 bis 1986: Reinhold Röttger, Regensburg
- 1986 bis 1992: Michael Lux, Bamberg
- 1992 bis 1998: Josef Wagner, Mainz (Matthias-Grünewald-Verlag)
- 1998 bis 2000: P. Alfons Friedrich SDB, München

## Geschäftsführer (seit Neugründung des Verbandes 1951)
- 1951 bis 1955: Franz J. Löffler, Regensburg
- 1955 bis 1960: Erika Wendler, Würzburg
- 1960 bis 1993: Wolfgang Großmann, Stuttgart
- 1993 bis 1996: Barbara Evers-Greder, Stuttgart
- 1996 bis 1999: Peter Kerp, Bonn